# Шарлотта Ганау-Ліхтенберзька
Шарлотта Ганау-Ліхтенберзька (нім. Charlotte von Hanau-Lichtenberg), повне ім'я Шарлотта Крістіна Магдалена Йоганна Ганау-Ліхтенберзька (нім. Charlotte Christine Magdalene Johanna von Hanau-Lichtenberg, 2 травня 1700 — 1 липня 1726) — німецька аристократка XVIII століття, графиня з дому Ганау, єдина донька та спадкоємиця графа Ганау-Ліхтенберга та Ганау-Мюнценберга Йоганна Рейнхарда III та принцеси Доротеї Фредеріки Бранденбург-Ансбаської, дружина спадкоємного принца Гессен-Дармштадту Людвіга.
Померла за життя батьків. Її син Людвіг претендував на графство Ганау, однак отримав лише округ Ліхтенберг. Після тривалого конфлікту та розглядів у суді, у 1771 році Гессен-Дармштадту відійшли також міста Альтайм, Дітценбах, Харпертсхаузен і Шаафхайм, що увійшли до округу Шафхайм.

## Біографія
Шарлотта народилась 2 травня 1700 року в Буксвіллері. Вона стала єдиною дитиною в родині графа Ганау-Ліхтенберга Йоганна Рейнхарда III та його дружини Доротеї Фредеріки Бранденбург-Ансбаської, з'явившись на світ за вісім з половиною місяців після весілля батьків.
У 1712 році батько успадкував також графство Ганау-Мюнценберг. Багато уваги він приділяв розвитку культури на своїх землях, не зважаючи на важке економічне становище. Втілювати свої будівничі проекти в реальнсть йому допомагав власний скромний спосіб життя.
Першим претендентом на руку Шарлотти був принц Вільгельм Гессен-Кассельський, другий з виживших синів ландграфа Карла. Втім, різниця у віросповіданні призвела до того, що шлюб не відбувся.
У 16-річному віці дівчина була видана заміж за спадкоємця ландграфства Гессен-Дармштадт Людвіга, старшого сина правлячого ландграфа Ернста Людвіга. Наречений доводився кузеном її матері. Весілля відбулося на 26-й день народження Людвіга, 5 квітня 1717 року, у Філіпсруе. У подружжя народилося шестеро дітей. Чоловік був поціновувачем мистецтва та полюбляв полювання.
Шарлотта померла за два місяці після народження молодшого сина. Під час її похорону 11 липня 1726 року були виголошені кілька надгробних проповідей. Була похована у міській церкві Дармштадту. Людвіг у 1739 році став правителем Гессен-Дармштадту. Більше він не одружувався.
Тяжби щодо спадку Шарлотти та її батька тривали до 1771 року. Були вирішені за часів правління її старшого сина.

## Родина
Чоловік —  Людвіг VIII, ландграф Гессен-Дармштадтський
Діти:
- Людвіг IX (1719—1790) — наступний ландграф Гессен-Дармштадтський, був одружений з Генрієттою Кароліною Цвайбрюкен-Біркенфельдською, мав трьох синів і п'ятеро доньок, згодом вступив у морганатичний шлюб із Марією Адельгейдою Шеруаз, «графинею Лемберг»;
- Шарлотта Вільгельміна (1720—1721) — прожила 4 місяці;
- Георг Вільгельм (1722—1782) — принц Гессен-Дармштадтський, був одружений із Марією Луїзою Лейнінґенською, мав дев'ятеро дітей;
- Кароліна Луїза (1723—1783) — принцеса Гессен-Дармштадтська, дружина маркграфа Баденського Карла Фрідріха, народила дев'ятеро дітей, з яких свідомого віку досягли троє синів;
- Луїза Августа Маґдалена (1725—1742) — прожила 17 років, одружена не була, дітей не мала;
- Йоганн Фредерік (1726—1746) — одруженим не був, дітей не мав.